# Bente Nordby
Bente Nordby, född 23 juli 1974, är en norsk fotbollsmålvakt som anses vara en av världens bästa målvakter.
För närvarande spelar hon för Olympique Lyonnias i Frankrike dit hon kom 2008. Nordby spelade innan dess för Djurgården/Älvsjö i den svenska ligan. Under fotbollsgalan 2007 fick hon priset som årets bästa målvakt. Nordby har även haft en lång landslagskarriär. Hon debuterade redan vid 17 års ålder 1991 och har spelat 172 landskamper för Norge. Nordby var med och vann OS-guld för Norge under Olympiska sommarspelen 2000 i Sydney. Hon var även med och tog OS-brons under Olympiska sommarspelen 1996 i Atlanta.